# أولاد صابر
36°11′54″N 5°31′06″E / 36.198333333333°N 5.5183333333333°E

صورة بيانية لـ خريطة أولاد صابر

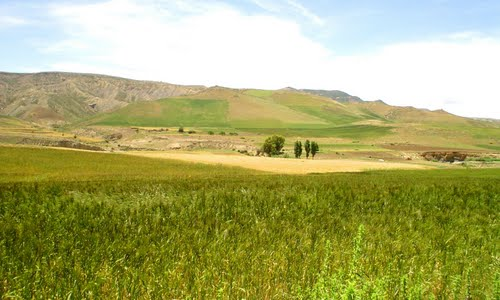
صورة للغطاء النباتي بـ أولاد صابر

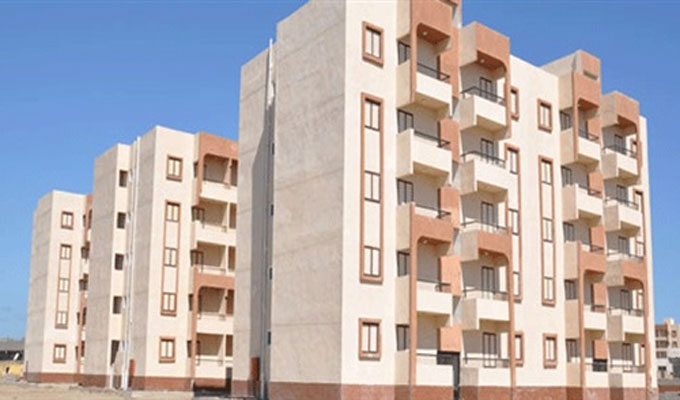
صورة من أولاد صابر

بلدية أولاد صابر (بالفرنسية: Ouled Sabor) هي بلدية جزائرية تابعة إقليمياً وإدارياً لـ دائرة قجال الكائنة في ولاية سطيف الجزائرية، والتي تقع شمال شرق البلاد (الجزائر)، تبعد عن مركز الولاية مدينة سطيف بحوالي 9 كلم، وعن الجزائر العاصمة بـ 313 كلم.

## نبذة عن المنطقة
أولاد صابر بلدية جزائرية تابعة إقليمياً وإداريا إلى دائرة قجال، الكائنة في ولاية سطيف، وهي منطقة فلاحية وزراعية وقطب صناعي، ومركز تجاري. يوجد بها أحد أكبر المناطق الصناعية بالمنطقة، ومنطقة للنشاطات الحرفية والصناعية جزائرية، وتشتهر بتربية الماشية من الأبقار والماعز والضأن ومؤخرا عرفت بتربية الإبل، وتعرف أيضاً بتربية الدواجن بأنواعها من الدجاج والدجاج الحبشي، و الديك الرومي، وطائر السمان والحمام المخصص للأكل..، وتشتهر أيضاً بزراعة الحنطة، و القمح والشعير، كما تعرف بزراعة الشوفان، و الباقوليات، ومختلف أنواع الخضر، تقع بلدية أولاد صابر بالضبط بين بلديتي سطيف والعلمة يمر بها الطريق السيار شرق- غرب، والطريق الوطني رقم 05، تبعد عن مدينة سطيف بـ 9 كلم، وعن مدينة العلمة بـ 12 كلم، تبعد عن ميناء جن جن بـ 120 كلم، عن ميناء بجاية بـ 100 كلم، وعن مطار سطيف بـ 22 كم.
سيتم بها إنجاز حظيرة صناعية هامة جدا، وقد تم استكمال مرحلة الدراسات التقنية عنها، ستكون هذه الحضيرة ببلدية أولاد صابر على مساحة 700 هكتار (Zone industriel international) وستسمى بالمنطقة الصناعية الدولية.
كما سيقام ببلدية أولاد صابر أيضاً مدينة تجارية، وستكون بمعايير دولية، سيخصص منها مكان للبيع بالجملة، وجهة أخرى مخصصة للبيع بالتجزئة.
تقع بلدية أولاد صابر في موقع جد هام في تتمركز بين أهم بلديات ولاية سطيف حيث تتوسط كل من بلديتي سطيف والعلمة، وبلدية قجال وبلديتي بازر سكرة، بني فودة، وهذه البلديات هي أهم المراكز في ولاية سطيف من حيث النشاطات الإقتصادية، والتعليمية، و الفكرية، و الدينية، و الثقافية...
تتوفر بلدية أولاد صابر على أهم المراكز و المعاهد والمؤسسات التعليمة، كما تتوفر على المراكز الفكرية والثقافية والعلمية، و المؤسسات الدينية، وتعرف المنطقة بكثافة النشاطات الفكرية والدينية والثقافية..
في المجال الخيري، تعرف بلدية أولاد صابر بتنوع وتميز وورفة النشاطات الخيرية، كما تنشط بها الكثير من الجمعيات من ضمنها ناس الخير، وأيادي الخير، جمعية شبيبة الخير وغيرها...
في المجال الرياضي يعرف شباب بلدية أولاد صابر باهتمامهم بجميع النشاطات الرياضية، ويتركز اهتمامهم بكرة القدم، و كرة السلة والفيتنس وكمال الأجسام، و رفع الأثقال، كما عرفت المنطقة مؤخراً نشاطاً مكثفا في مجال رياضات الفنون الدفاعية....

## معلومات سريعة
أولاد صابر بلدية جزائرية تابعة إقليمياً وإدارياً إلى دائرة قجال التابعة إلى ولاية سطيف الجزائرية
تقع بلدية أولاد صابر بين بلديتي سطيف والعلمة يمر بها الطريق السيار شرق غرب(A1) والطريق الوطني رقم 05 (N5)، تبعد عن مدينة سطيف بـ 9 كلم وعن مدينة العلمة بـ 14 كلم، وتبعد عن ميناء بجاية بـ 100 كلم، وميناء جنجن بـ 120 كلم وعن مطار سطيف الدولي بـ 22 كلم.
تقع بلدية أولاد صابر، في منطقة الهضاب العليا، في الجهة الشرقية منها، ضمن الإقليم الشمال الشرقي الجزائري.
هي منطقة فلاحية تشتهر بالزراعة وتربية الماشية، والدواجن، كما تعرف بالصناعة وبنوعيه الخفيفة والثقلية، والحرف التقليدية، والتجارة.

## عن البلدية
تعد بلدية أولاد صابر اليوم من أهم بلديات ولاية سطيف الجزائرية، وذلك لموقعها الإستراتيجي، ولـضمها الكثير من التجمعات السكانية، من بلدات، وقرى، ومداشر، ومشاتي، ودواوير، كما أنها تحوي أهم الأماكن الحيوية، الصناعية منها، والفلاحية، والتجارية..، بالإضافة إلى المراكز الفكرية والدينة والثقافية، وهي أيضا تقع على قرب أهم المناطق الحضرية كـ سطيف، و العلمة، و قجال، و بازر سكرة.

## أهم التجمعات السكانية
- أولاد صابر
- بوغنجة
- تينار
- الهاملات
- قرية بن زرار

## السكان
السكان: 19565 نسمة

## الصناعة
تتميز بلدية أولاد صابر بكثرة المراكز النشاطات الصناعية بها، الخفيفة منها والثقيلة..

## التجارة
تتميز بلدية أولاد صابر بنشاطات تجارية مختلفة...، كما ستشهد المنطقة مشروع مدينة تجارية قريبا...

## تاريخ
إن بلدية "أولاد صابر"، منطقة قديمة ظهرت أهميتها في عصر ما قبل التاريخ إذ ينسب إليها هي وسطيف وعين أرنات، والعلمة، وقجال، نموذج لأقدم إنسان في الجهة يدعى إنسان عين الحنش، وقيل أن اسم البلدية "(أولاد صابر)" يعود إلى قدوم قبيلة عربية تدعى أولاد صابر إلى المنطقة واستيطانهم لها...، ومن الذين استوطنوا هذه المنطقة أيضا : بنو عامر، وبنو سليم، والأدارسة الحسنيين...

## جغرافيا

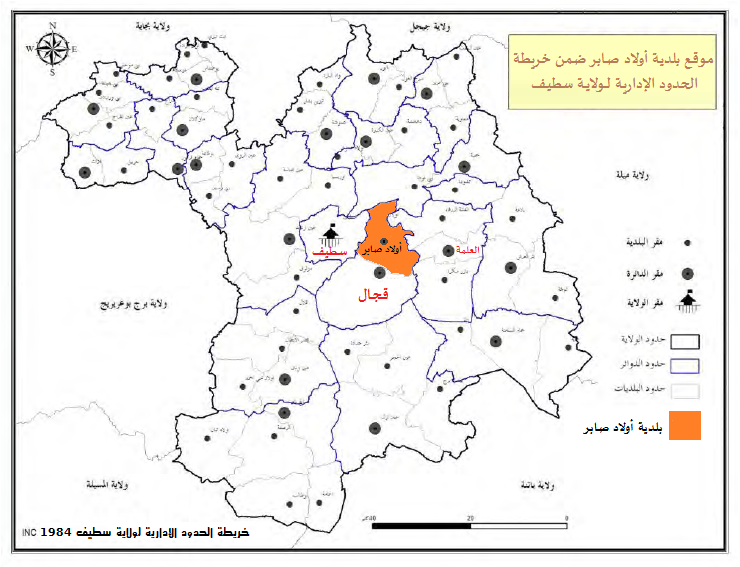
موقع أولاد صابر ضمن خريطة الحدود الإدارية لولاية سطيف

توجد بلدية  أولاد صابر شمال شرق البلاد (الجزائر)، ضمن الإقليم الشمالي الشرقي الجزائري، وفي إقليم الهضاب العليا (1)، في الجهة الشرقية من الإقليم، وبالضبط في عاصمة الهضاب العليا (ولاية سطيف)، على دائرة عرض : 36.1627902 وخط طول : 5.5620432، وعلى ارتفاع: 1200 متر فوق سطح البحر، يمر بها الطريق الطريق السيار شرق غرب، كما يمر بها الطريق الوطني رقم 5 والذي يربط أيضاً بين مدينتي سطيف، والعلمة (ولاية سطيف)....

### الموقع

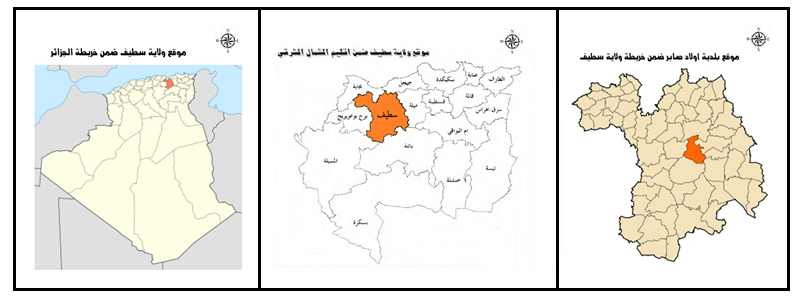
خرائط بلدية أولاد صابر ضمن ولاية سطيف، ولاية سطيف ضمن الإقليم الشمال الشرقي، ولاية سطيف ضمن الجزائر

* الموقع الجغرافي: أولاد صابر
تقع بلدية أولاد صابر شرق مدينة سطيف، وتبعد عنها بمسافة 14 كلم، وتبعد عنها مدينة العلمة بحوالي 15 كلم، ورأس الماء (ولاية سطيف) بـ 10 كلم، وقجال بـ 17 كلم، ويمر بها الطريق الوطني الرابط رقم 5، والذي يربط بين مدينتي سطيف، والعلمة (ولاية سطيف)، كما يمر بها الطريق السيار شرق غرب....
- الإحداثيات: 36°09′46″N 5°33′43″E / 36.16278°N 5.56194°E

36° 09′ 46″ شمال, 5° 33′ 43″ شرق
- دائرة عرض : 36.1627902
- خط طول : 5.5620432
- الارتفاع: 1200 متر فوق سطح البحر

## البيئة

### الغطاء النباتي
تعرف بلدية أولاد صابر بكثافة الغطاء النباتي، وتنوع أصنافه، ويعكس هذا الغطاء النباتي الظروف المناخية وخصائص التربة السائدة في المنطقة، التي تشكل العناصر الأساسية في رسم الصورة النباتية حيث ينتشر في المنطقة الكثير من أصناف النبتات والأشجار، وحتى النادرة منها تتوفر عليها المنطقة..

### التوقيت المحلي
```
 الوقت والتاريخ في أولاد صابر الآن
```

## القبلة
* القبلة: الزاوية: 106.86°
* القبلة: السافة: 3,694.58 کم

## الشمال الحقيقي
* الانحراف المغناطيسي: 1.54°

## المناخ
- مناخ أولاد صابر متوسطي (أقاليم مناخية: Csa)

* الطقس : أولاد صابر
تتميز بلدية أولاد صابر بشتاء بارد وممطر، كما تعرف المنطقة هطول ثلوج كثيفة لأيام عديدة من فصل الشتاء، وبداية فصل الربيع " كالعديد من المناطق الداخلية الجزائرية "، أما فصل الصيف فهو حار نسبيا وجاف.

## الرياضة
تعرف بلدية أولاد صابر اهتماما بالغا بالمجال الرياضي وبمختلف تخصصاته، ويتركز اهتمام شباب البلدية (أولاد صابر) بكرة القدم في الدرجة أولى، وكرة السلة تشكل ثاني اهتمامات شباب بلدية أولاد صابر، كما يوجد نشاط مميز في مجال كرة اليد، وكرة الطائرة، وكرة الصالات، ورياضة تنيس، وكرة الطاولة، وتعرف المنطقة اهتماما خاصا برياضة السباحة، والفروسية، ورياضة الفيتنس، وكمال الأجسام، ورفع الأثقال، وتعرف المنطقة أيضا نشاطاً مكثفا في مجال رياضة الفنون القتالية (الفنون الدفاعية)...

## المدن المجاورة
- سطيف 9.5 كلم
- رأس الماء (ولاية سطيف) 7.7 كلم
- العلمة 12.6 كلم
- قجال 12.2 كلم
- عين الحجر 23.2 كلم
- القلتة الزرقاء 15.4 كلم
- مزلوق 37.4 كلم
- بازر سكرة 16.8 كلم
- بئر حدادة 36.5 كلم
- بني فودة 28.9 كلم
- قلال 32.9 كلم
- عين أرنات 23.5 كلم
- عين ولمان 45.2 كلم
- عين آزال 48.9 كلم
- حمام السخنة 69.5 كلم
- تاشودة 26.4 كلم
- جميلة 42.5 كلم
- عين الكبيرة 42.2 كلم
- قصر الأبطال 48.4 كلم
- صالح باي 60.2 كلم
- بني عزيز 49.4 كلم
- أولاد سي أحمد 60.4 كلم
- التلة 36.4 كلم
- أوريسيا 26.4 كلم
- أولاد عدوان 37.4 كلم
- عين عباسة 36.2 كلم
- الدهامشة 41.2 كلم
- أولاد براھم (ولاية برج بوعريريج) 75.4 كلم
- تكستار (ولاية برج بوعريريج) 61.5 كلم
- رأس الوادي (ولاية برج بوعريريج) 62.5 كلم
- عين تاغروت (ولاية برج بوعريريج) 57.9 كلم
- بيضاء برج 47.5 كلم
- أولاد تبان 72.4 كلم
- حمام قرقور 66.5 كلم
- خراطة (ولاية بجاية) 64 كلم

## المسافة مع الولايات الساحلية
- ولاية الطارف 300 كلم
- ولاية عنابة 238 كلم
- ولاية سكيكدة 198 كلم
- ولاية جيجل 140 كلم
- ولاية بجاية 169 كلم
- ولاية تيزي وزو 240 كلم
- ولاية بومرداس 270 كلم
- ولاية الجزائر 295 كلم
- ولاية تيبازة 370 كلم
- ولاية الشلف 490 كلم
- ولاية مستغانم 589 كلم
- ولاية وهران 700 كلم
- ولاية عين تموشنت 790 كلم
- ولاية تلمسان 830 كلم

## المسافة مع الولايات الجنوبية
- ولاية الوادي 490 كلم
- ولاية ورقلة 590 كلم
- ولاية الأغواط 500 كلم
- ولاية البيض 650 كلم
- ولاية النعامة 940 كلم
- ولاية غرداية 650 كلم
- ولاية إليزي 1560 كلم
- ولاية تمنراست 1970 كلم
- ولاية أدرار 1570 كلم
- ولاية تندوف 1930 كلم
- ولاية بشار 1100 كلم

## المسافة مع مراكز الولايات
- 1 _ أدرار 1437 كلم
- 2 _ الشلف 469 كلم
- 3 _ الأغواط 429 كلم
- 4 _ أم البواقي 221 كلم
- 5 _ باتنة 130 كلم
- 6 _ بجاية 122 كلم
- 7 _ بسكرة 123 كلم
- 8 _ بشار 1048 كلم
- 9 _ البليدة 309 كلم
- 10 _ البويرة 177 كلم
- 11 _ تمنراست 1942 كلم
- 12 _ تبسة 326 كلم
- 13 _ تلمسان 813 كلم
- 14 _ تيارت 523 كلم
- 15 _ تيزي وزو 312 كلم
- 16 _ الجزائر 313 كلم
- 17 _ الجلفة 319 كلم
- 18 _ جيجل 138 كلم
- 19 _ سطيف 9 كلم
- 20 _ سعيدة 715 كلم
- 21 _ سكيكدة 233 كلم
- 22 _ سيدي بلعباس 698 كلم
- 23 _ عنابة 309 كلم
- 24 _ قالمة 228 كلم
- 25 _ قسنطينة 130 كلم
- 26 _ المدية 316 كلم
- 27 _ مستغانم 627 كلم
- 28 _ المسيلة 204 كلم
- 29 _ معسكر 643 كلم
- 30 _ ورقلة 600 كلم
- 31 _ وهران 678 كلم
- 32 _ البيض 606 كلم
- 33 _ إليزي 1573 كلم
- 34 _ برج بوعريريج 83 كلم
- 35 _ بومرداس 253 كلم
- 36 _ الطارف 347 كلم
- 37 _ تندوف 1850 كلم
- 38 _ تيسمسيلت 432 كلم
- 39 _ الوادي (واد سوف) 444 كلم
- 40 _ خنشلة 201 كلم
- 41 _ سوق أهراس 287 كلم
- 42 _ تيبازة 359 كلم
- 43 _ ميلة 99 كلم
- 44 _ عين الدفلى 413 كلم
- 45 _ النعامة 967 كلم
- 46 _ عين تموشنت 738 كلم
- 47 _ غرداية 621 كلم
- 48 _ غليزان 561 كلم

## أقرب المدن الساحلية
- 1 _ سوق الإثنين (ولاية بجاية) 86 كلم
- 2 _ زيامة منصورية ولاية جيجل 107 كلم

## أقرب المطارات
- 1 _ مطار سطيف الدولي 8 ماي 1945م(مطار عين أرنات) 25 كلم
- 2 _ مطار محمد بوضياف الدولي (مطار قسنطينة الدولي) 127 كلم
- 3 _ مطار مصطفى بن بولعيد (مطار باتنة الدولي) 100 كلم
- 4 _ مطار عبان رمضان (مطار بجاية الدولي) 119 كلم
- 5 _ مطار فرحات عباس (مطار جيجل الدولي) الطاهير 138 كلم
- 6 _ مطار هواري بومدين الدولي (مطار الجزائر الدولي) الدار البيضاء (الجزائر) 263 كلم
- 7 _ مطار عنابة الدولي - رابح بيطاط 311 كلم

## أقرب الموانئ
- 1 _ ميناء بجاية بجاية، ولاية بجاية 100 كلم
- 2 _ ميناء جنجن، الطاهير، ولاية جيجل 120 كلم
- 3 _ ميناء القل، القل، ولاية سكيكدة 213 كلم
- 4 _ ميناء سكيكدة، سكيكدة، ولاية سكيكدة 237 كلم
- 5 _ مرفأ عنابة، عنابة، ولاية عنابة 309 كلم

## أقرب محطات السّكك الحديدية
- 1 _ محطة القطار قجال 9 كلم
- 2 _ محطة القطار سطيف 12 كلم
- 3 _ محطة القطار مدينة العلمة 23 كلم

## أقرب محطات النقل البري
- 1 _ محطة النقل البري للمسافرين سطيف 15 كلم
- 2 _ محطة العلمة للنقل البري للمسافرين 21 كلم
- 3 _ محطة عين ولمان البرية لنقل المسافرين 48 كلم
- 4 _ محطة عين آزال البرية لنقل المسافرين 52 كلم

## مشاريع تنموية
من المقرر أن تشهد بلدية أولاد صابر خلال السنوات المقبلة، أهم المشاريع الحيوية، منها ماهو في مجال السكن، والبنى التحتية، وفي مجال التعليم والتكوين المهني أيضاً، ومنها ما هو في المجال الاقتصادي، بمجالاته المختلفة، منها ما هو فلاحي، ومنها ما يختص بعنصر الصناعة، ومنا ما هو في ميدان التجارة....

## الجانب الإداري
- البلد:  الجزائر
- الولاية: ولاية سطيف
- الدائرة: قجال
- البلدية: أولاد صابر
- الرمز البريدي: 19265
- رمز  أولاد صابر (ONS) الرمز: [1947]

### تاريخ التأسيس
- التأسيس: سنة 1962 ميلادي

### المجلس الشعبي البلدي
- رئيس البلدية (العمدة) : السيد عمر حساين
- النواب (أعضاء المجلس الشعبي البلدي) :
- الحزب الحاكم: التجمع الوطني الديمقراطي (RND)
- العهدة: الرابعة من 1992 إلى غاية 2017
- مدة العهدة :20 سنة
- نائب رئيس بلدية 5 سنوات

## الرمز الجغرافي
- الرمز الجغرافي :
- الرمز الجغرافي الوطني: W.19 / C.47

## رمز جيونيمز
- رمز جيونيمز:

## مواضيع ذات صلة

### وصلات داخلية
- ولاية سطيف
- دائرة قجال
- الهاملات
- تينار
- بوغنجة

## وصلات خارجية
- موقع ولاية سطيف
- مدونة التربية والتعليم (موقع مديرية التربية لولاية سطيف)
- مديرية التجارة لولاية سطيف
- إذاعة سطيف (البث الحي)

## هوامش
(1) _ الهضاب العليا إقليم من النجود، وهي متطقة تمتد من تلمسان الواقعة غرب الجزائر إلى سوق أهراس الواقعة شرقها، وتضم معظم المناطق الداخلية. تتميز منطقة الهضاب العليا بصيف حار وجاف وشتاء بارد تصل أدنى درجة حرارة فيه إلى 1- درجة مئوية. أما التساقط فيكون ما بين 250 ملمتر إلى 400 ملمتر سنويا.الفصلان الملاحظان عموما في هذه المنطقة هما الصيف والشتاء إذ أنه يبدو للإنسان في أول وهلة أنه مر فصلان في السنة فقط باعتبار أن المناخ السائد هناك هو المناخ القاري.